# Batalion ON „Stryj”

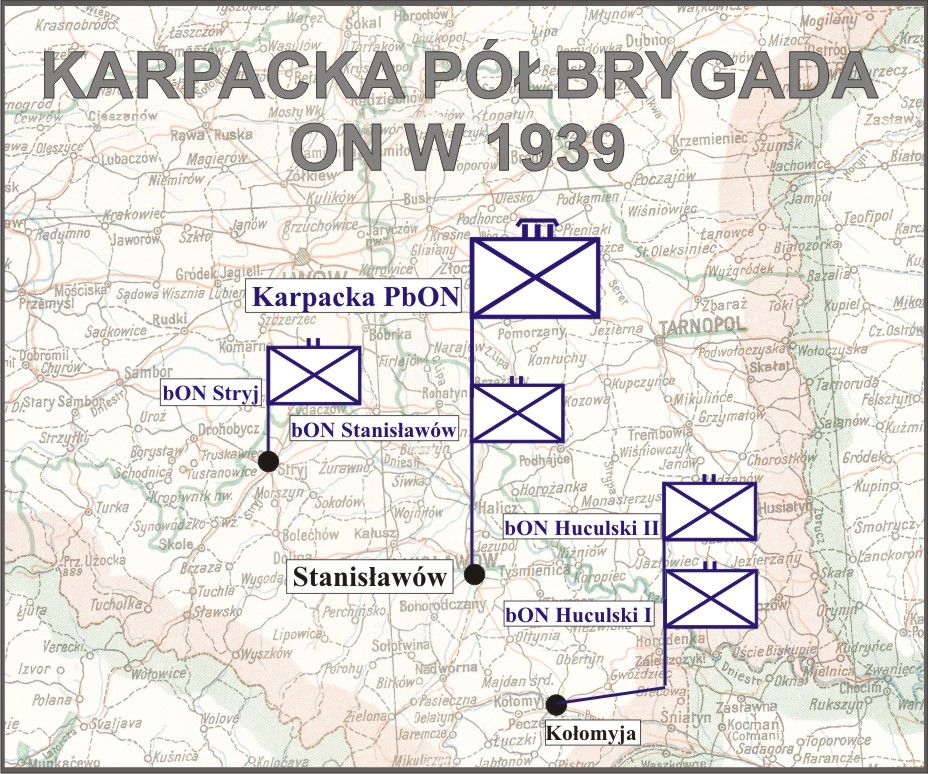
Karpacka Półbrygada ON

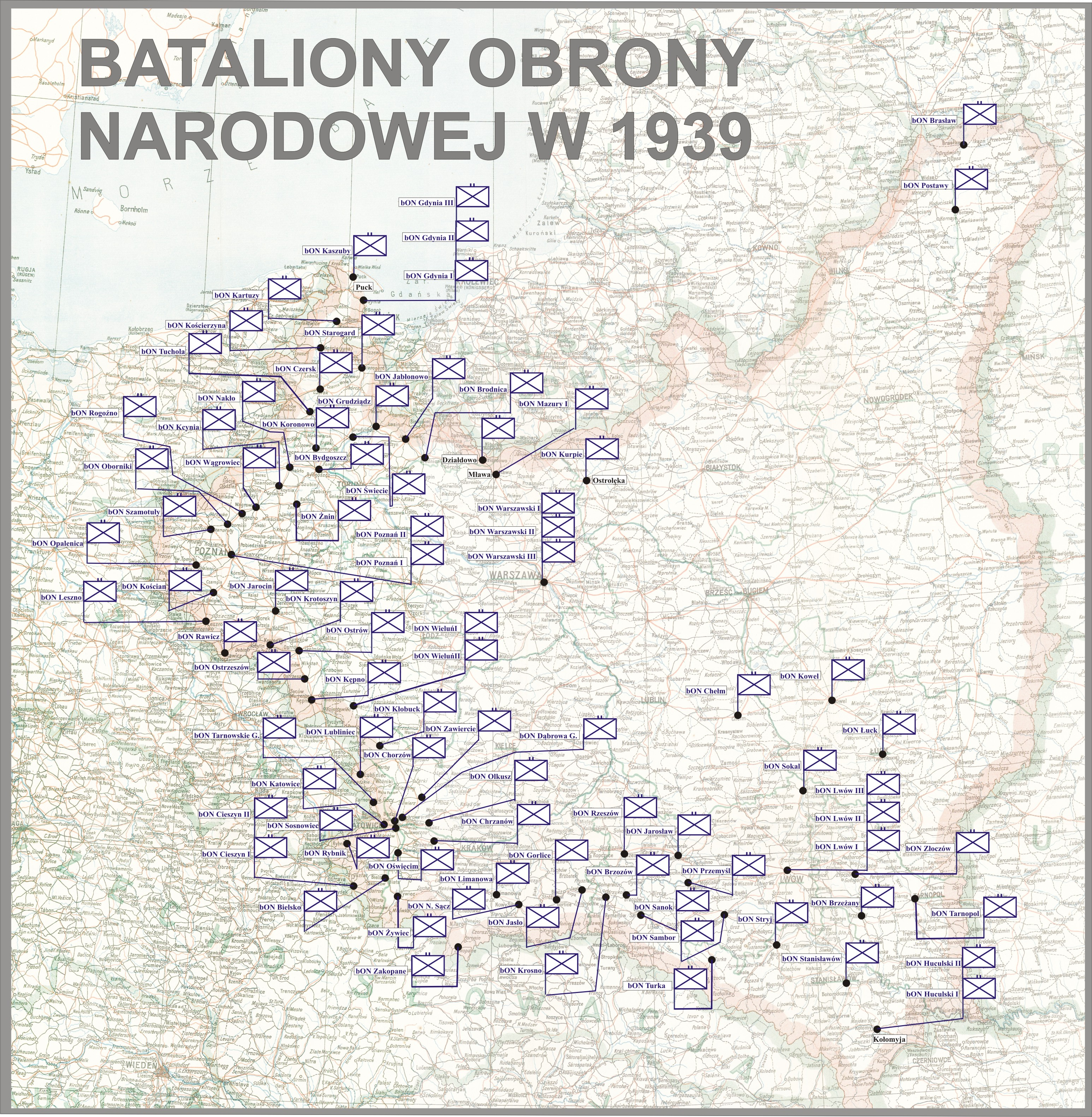
Obrona Narodowa w 1939

Stryjski Batalion Obrony Narodowej (batalion ON „Stryj”) – pododdział piechoty Wojska Polskiego II RP.

## Formowanie i zmiany organizacyjne
Batalion został sformowany w 1937 roku, w Stryju, w składzie Karpackiej Półbrygady ON. Dowództwo i 1 kompanię ON zorganizowano w Stryju. Pozostałe kompanie batalionu utworzone zostały w Żydaczowie (2) i Dolinie (3). Wiosną 1939 roku pododdział przeformowany został na etat batalionu ON typ I.
Jednostką administracyjną i mobilizującą dla Stryjskiego batalionu ON był 53 pułk piechoty Strzelców Kresowych.
Na podstawie pisma Oddziału I Sztabu Głównego L.333/Tj.38 z kwietnia 1938 Biuro Administracji Armii poleciło Departamentowi Uzbrojenia MSWoj. przydzielenie Stryjskiemu batalionowi ON 375 sztuk karabinów Berthier z 11250 szt. amunicji do nich, 15 sztuk karabinków wz.1891/98/25, 9 sztuk lkm Bergmann wz.1915 i 4500 sztuk amunicji. Miały go otrzymać pierwsze drużyny każdego plutonu i każdej kompanii. Podczas drugiego przydziału tej broni dla formacji Obrony Narodowej w lipcu-sierpniu 1939 batalion otrzymał następne 135 sztuk karabinów Berthier wraz z 4050 szt. amunicji do nich, 12 sztuk lkm Bergmann wz.1915 wraz z 6000 sztuk amunicji do nich. Do końca nie jest pewne ile batalion otrzymał lkm, ile zdał do napraw lub ze względu na zużycie, przed rozpoczęciem działań wojennych.

## Działania batalionu we wrześniu 1939
W kampanii wrześniowej baon walczył w składzie Odcinka „Węgry” na  pododcinku „Stryj” w Armii "Karpaty". 11 września osłaniał granicę polsko-węgierską w rejonie Tucholki. 14 września został włączony w skład 3 pułku ON mjr. Welza .

## Organizacja i obsada personalna
Dowódcy batalionu
- mjr Józef Kazimierz Rymarski[a] (przed 1 IX 1939)[4][b]
- mjr st. spocz. Aleksander Kuńciow[c]

Obsada personalna batalionu w marcu 1939 roku 
- dowódca batalionu – mjr piech. Józef Kazimierz Rymarski
- dowódca 1 kompanii ON „Stryj” – kpt. piech. Jan Borek[e]
- dowódca 2 kompanii ON „Żydaczów” – por. piech. Adolf Jakub Lebkühler[f]
- dowódca 3 kompanii ON „Dolina” – kpt. piech. Stanisław Józef Bysko[g]

Obsada personalna we wrześniu 1939 
- dowódca batalionu – mjr Aleksander Kuńciow
- dowódca 1 kompanii ON „Stryj” – kpt. piech. Jan Borek
- dowódca 2 kompanii ON „Żydaczów” – por. piech. Adolf Jakub Lebkühler
- dowódca 3 kompanii ON „Dolina” – kpt. piech. Stanisław Józef Bysko